# Grande Teatro Konpira
O Grande Teatro Konpira (金毘羅大芝居, Konpira Ōshibai), também conhecido como Kanamaru-za (金丸座), é um teatro cabúqui restaurado, que se situa em Kotohira, na província de Kagawa, na ilha de Xicocu, no Japão. Construído entre 1835 e 1836, é considerado um dos mais antigos teatros cabúquis do Japão. As peças do repertório cabúqui são representadas anualmente durante um mês, geralmente em abril.

## História
O teatro foi construído entre 1835 e 1836 e seu nome advém do templo xintoísta Kotohira-gū (金刀比羅宮), que foi batizado com o nome da divindade hindu-budista Kumbhira, à qual é dedicado o templo. Antes da sua construção, sobre o local foram construídos dois pequenos teatros temporários, que também serviram como lotarias. A conceção arquitetónica foi baseada no Teatro Ōnishi de Ósaca e os custos da construção de mil ryō, foram levantados pela comunidade local das gueixas.
Inicialmente, o teatro era controlado pelo templo budista Kanemitsu-in, mas em 1877 passou a ser propriedade de Kyōhō, que era um otokodate, rico comerciante, líder de gangue e chefe da brigada de incêndio local. Kyōhō mudou o nome do teatro para Inari-za (que provém da divindade xintoísta Inari) e organizou as programações de um dia inteiro de duração, enquanto outros grandes teatros do país começavam a reduzir e mostrar apenas as cenas selecionadas durante algumas horas por dia. O teatro foi adquirido em 1897 por Kawazoe Sadaji, que alterou a sua denominação para Chitose-za (Teatro de Mil Anos), sendo vendido três anos depois. Kanamaru Genjirō adquiriu o teatro em 1900 por quatro mil e quinhentos ienes e rebatizou-o com o nome de Kanamaru-za, que continua a ser utilizado na atualidade.
Após ter caído em desuso por vários anos, o teatro foi utilizado como sala de cinema durante algum tempo. O teatro foi classificado como Propriedade Cultural Importante pela Agência para os Assuntos Culturais do governo japonês em 1970, após ter sido designado como tal pela província de Kagawa em 1953. Após uma campanha de angariação de fundos que rendeu mais de dois milhões de dólares estado-unidenses, o teatro foi restaurado em 1976 com o seu aspeto do período Edo e foi transferido para um novo local a cerca de duzentos metros.
No final de junho de 1985, um grupo dirigido por Nakamura Kichiemon II e Sawamura Sōjūrō IX representou a peça Saikai Zakura Misome no Kiyomizu (O Reencontro entre as Flores de Cerejeira, após a Primeira Reunião em Kiyomizu) e a dança dramática Niwakajishi (Leão Impetuoso) durante um período de três dias no teatro Kanamaru-za, seguido pelas representações no teatro Naka-za em Ósaca. Nakamura Kichiemon II ficou impressionado com a atmosfera, a conceção arquitetónica e os equipamentos tradicionais do teatro e encorajou outros atores a visitar a cidade de Kotohira. Desde então, a cada primavera é produzido um programa com duração de um mês, com os atores de Tóquio e Ósaca.
A maior parte do filme de 1995 Sharaku, ambientado em Edo (atual Tóquio) na década de 1790 e dedicado à vida do artista de estilo ukiyo-e Sharaku, foi rodada no Teatro Konpira, que representou o extinto teatro cabúqui Nakamura-za.

## Arquitetura

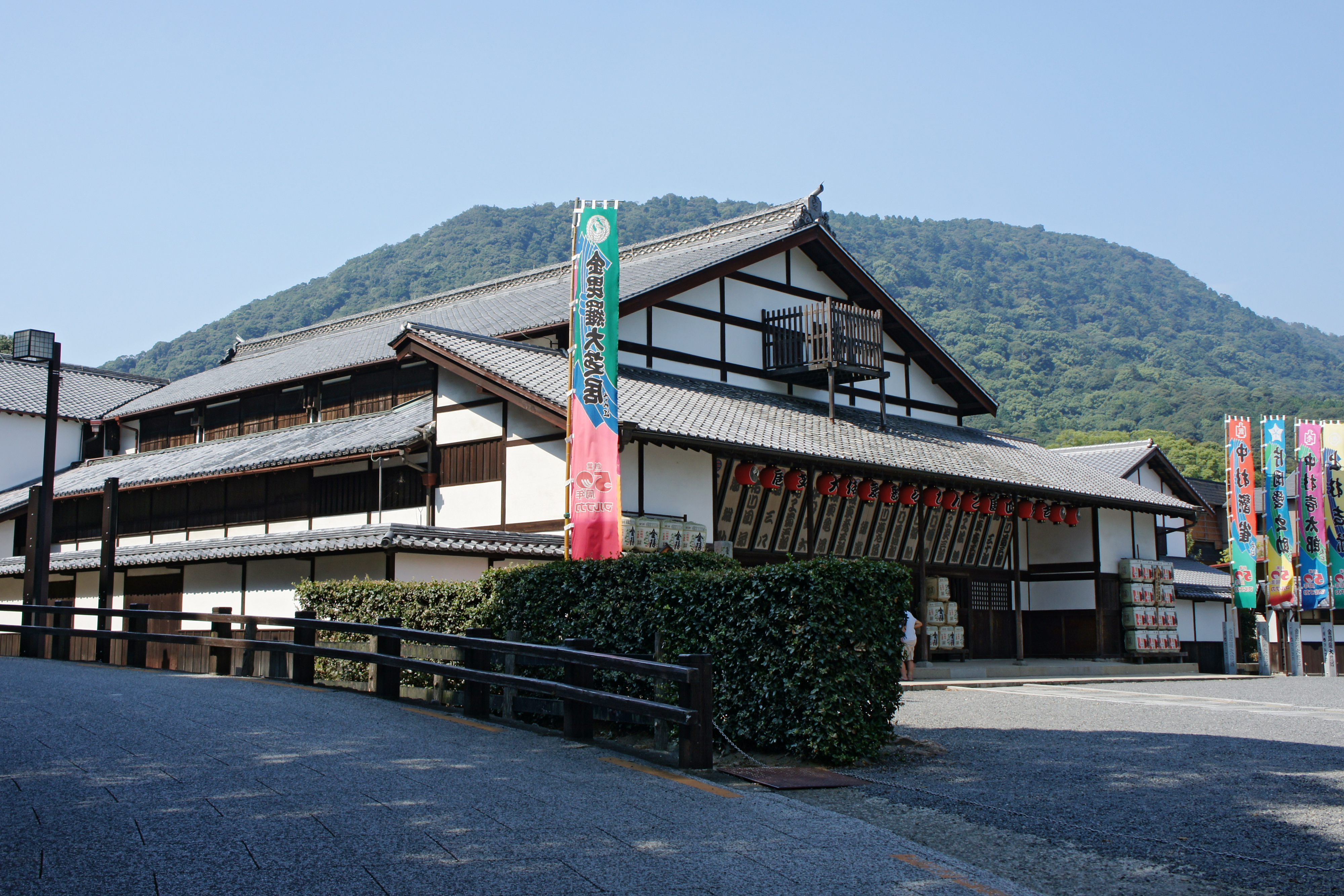
Vista exterior do Grande Teatro Konpira.

A fachada do edifício mede cerca de 24,3 metros de comprimento, ou 13 ken e 2 shaku nas unidades de medida tradicionais japonesas (atualmente em desuso). No mês em que os atores cabúquis viajam de Tóquio ou Kamigata (região de Quioto-Ósaca) para atuarem no teatro, são mostrados grandes cartazes que ostentam o emblema da empresa Shōchiku e também as faixas com os nomes dos intérpretes célebres. Os alqueires de arroz falsos representam os presentes dos fãs e patrocinadores, que se encontram localizados fora do teatro.
O edifício possui três entradas. As entradas situadas à esquerda e à direita são consideradas de tamanho normal, mas a entrada central designada por «porta do rato» (ねずみ木戸, nezumi kido), é muito pequena e exige ao visitante se agachar para entrar. Esta foi uma forma eficaz de controlar as multidões no período Edo, e com os guardas armados, ajudou a impedir a entrada das pessoas sem bilhetes. O teatrista comum utilizava esta pequena nezumi kido e as pessoas associadas ao templo Kanemitsu-in utilizavam a goyō kido à direita. A grande ōkido à esquerda era usada por membros da classe dos samurais e outras pessoas importantes.
Uma das principais características que distingue o renovado Grande Teatro Konpira, dos outros teatros cabúquis contemporâneos do Japão que oferecem um estilo mais moderno, é o piso de tatâmi na parte principal dos assentos (secção da orquestra). As zonas com os assentos reservados para reuniões pequenas são separadas umas das outras por uma grade feita de ripas de madeira e se apresentam sob a forma de caixas conhecidas como masu. Montadas desta forma, elas permitem uma maior amplitude de movimento ao espetador, possibilitando assim acompanhar facilmente a ação na plataforma hanamichi, uma extensão do palco que se prolonga até a parte de trás do teatro. Uma plataforma de tatâmi elevada, designada por sajiki, estende-se até a parte esquerda do teatro, tanto no piso, como no segundo andar, onde se encontram tradicionalmente os assentos mais caros, até a atualidade. Uma secção semelhante que se estende até a parte direita do teatro, é designada por demago, embora fosse denominada tradicionalmente por takadoma em Edo.
Outra das suas características distintivas é o karaido ou «poço vazio», um espaço entre o hanamichi e o palco acessível por baixo das escadas. Enquanto a maioria dos teatros utiliza um ascensor de alçapão designado por suppon (tartaruga mordedora) que permite a entrada direta dos atores no hanamichi, as escadas permitem que o ator tenha uma entrada mais propícia para um melhor efeito dramático. O Grande Teatro Konpira possui também um suppon, mas o historiador Samuel Leiter escreveu que desconhece o uso do karaido nos outros teatros ativos. Um segundo hanamichi, designado por kari hanamichi e com cerca da metade da largura do hanamichi principal, se estende até a parte direita do teatro. Uma tábua de ligação é por vezes utilizada, permitindo que os atores atravessem entre os dois hanamichi a uma certa distância do palco.
Grande parte das paredes situadas à esquerda e à direita na zona dos assentos são compostas por painéis shōji, que podem deslizar como portas corrediças, proporcionando o acesso aos corredores que levam para a parte exterior da zona dos assentos. As paredes laterais mais periféricas do edifício do teatro, formam o extremo oposto destes corredores e são constituídas por portadas designadas por madobuta (persianas) ou akarimado (iluminação de janelas), que podem ser levantadas e abaixadas por contrarregras, permitindo a entrada da luz do sol e o controlo da iluminação do teatro para criar os efeitos atmosféricos, como um ambiente sombrio e fantasmagórico relativo a certos elementos das peças sobre fantasmas.
Em ambos os lados do palco (esquerdo e direito) existem as áreas para os músicos, com uma sala do segundo andar localizada acima do lado esquerdo do palco, sendo designada por yuka e usada especificamente por tayū (cantoras-narradoras). Os tocadores do instrumento de cordas samisém ouviam as peças derivadas do teatro de marionetas jōruri. Em contrapartida, os teatros de Tóquio e Kamigata tradicionalmente têm as caixas para os músicos numa parte do palco (à esquerda e à direita, respetivamente). O palco tem metade da largura dos teatros modernos. A abertura do palco do teatro Kabuki-za de Tóquio, mede cerca de 27,4 metros de largura e o espaço entre os pilares de suporte do teatro Kanamaru-za é de oito ken, ou cerca de dezasseis metros. O historiador Samuel Leiter considera que os teatros mais modernos sofreram em grande escala uma perda e enfraquecimento artístico, enquanto os teatros "se afastavam das formas mais eficazes de expressar a arte teatral."
O teatro Kanamaru-za possui um palco rotativo de comando manual (mawari butai) e também alçapões (seri), embora o «inferno» (naraku), uma área operada que se encontra debaixo do palco, seja considerado por muitos atores como um incómodo, sendo muitas vezes evitado em favor dos corredores exteriores do sajiki (nas partes laterais do teatro), como um meio de se movimentar pelo teatro.